# Fairview Township (comté de Caldwell, Missouri)
Fairview Township est un township du comté de Caldwell dans le Missouri, aux États-Unis,. En 2000, sa population s'élève à 627 habitants. Le township est fondé en 1869 et baptisé en référence à une école du même nom, présente au sein du township.